# Corre, Corre
Corre, Corre es el tercer y último álbum de estudio de la banda Mexicana The Spiders. En 1978 los Spiders publicaron un nuevo sencillo con las canciones Nothing More to Say y Run, Run, Run no fue sino hasta 1980 que lograron editar con GAS su tercer LP con el título Corre, Corre. En este álbum Tony Vierling Hernández es prácticamente el único autor de todas las piezas. 

## Lista de canciones
1. "Run, Run, Run" - 3:09
2. "Sunset" - 3:45
3. "You" - 5:09
4. "54th Avenue" - 2:58
5. "Out in the Country" - 2:41
6. "Sea and Sand" - 4:12
7. "Nothing More to Say" - 3:23
8. "Reflections" - 4:03
9. "It's Good to Have You Back" - 4:03
10. "Can't Wait Anymore" - 2:58

## Miembros
- Tony Vierling Hernández - Voz y guitarra rítmica
- Reynaldo Díaz "el Tucky" Vélez  - Guitarra líder y armónica
- Manuel Olivera - Bajo
- Servando Ayala Bobadilla - piano y órgano
- Pierre Chaurand Cortes - Batería

- Datos: Q16553190